# Rákóc
Rákóc (szlovákul: Rakovec nad Ondavou) község Szlovákiában, a Kassai kerület Nagymihályi járásában.

## Fekvése
Nagymihálytól 15 km-re északnyugatra, az Ondava bal oldalán található.

## Története
1266-ban az egri püspökség birtokainak összeírásában „Rakouch” néven említik először. Innen származtatja eredetét a Magyarország és Erdély történetében oly fontos szerepet játszó Rákóczi-család, melynek első ismert tagja, Balázs apja Mihály 1328-ban tűnik fel a településen. 1357-ben Istvánffy Domokos, 1392-ben az Andrássy grófok a birtokosok. Mellettük birtokosok még Morvay Gyapola András, János és László, valamint Jakab fiai, Miklós és Péter. A 15. században a Csapi család és a Morvay nemzetségből való Gyapolyak a tulajdonosok. Később a Barkóczy és Okolicsányi családoké. A 17. században a Rákócziaké, 1617-ben már itt állt Rákóczi György udvarháza. Az utolsó Rákóczi, András halála után 1754-ben Mária Terézia Rajcsányi Jánosnak adja. A 18.–19. században a Szirmay, Boronkay, Szulyói és Derencsényi családok tulajdona. 1781-ben 26 háztartás volt a településen, 1785-ben 74 házában 127 családban 751 lakos élt.
A 18. század végén Vályi András így ír róla: „RAKÓCZ. Rakovecz. Tót falu Zemplén Vármegyében, földes Urai Szulovszky, és Szirmay Uraságok, lakosai katolikusok, és ó hitüek, fekszik Morvához 1/4 órányira, határja három nyomásbéli, hegyes, és vőlgyes, gabonát, búzát terem leginkább, egyebet középszerűen; tőlgyes erdeje van, rétekkel bővelkedik, piatzok Homonnán.”
Fényes Elek 1851-ben kiadott geográfiai szótárában így ír a faluról: „Rákócz, orosz-tót falu, Zemplén vmegyében, A. Körtvélyes fil. 163 romai, 648 g. kath., 18 evang., 4 ref., 38 zsidó lak. Gör. par. templom, 1319 hold szántóföld. Három kastély. F. u. Boronkay, Szulovszky, Szirmay. Ut. p. Vecse.”
1851-ben három kastély állt a faluban a Boronkay, Szirmay és Szulyói családok tulajdonában.
Borovszky Samu monográfiasorozatának Zemplén vármegyét tárgyaló része szerint: „Rákócz, tót kisközség, körjegyzőségi székhely, 167 házzal és 981, nagyobbára gör. kath. vallású lakossal. Saját postája van, távírója és vasúti állomása Bánócz. Már a XIII. században szerepel Rogolch alakban s a Rákóczyak itteni nemesi ágának ősi fészke és névadó községe. 1454-ben a Morvayaknak is van benne részük. 1455-ben a Gyapolyiak, 1463-ban a Csapyak is felmerülnek, 1456-ban pedig Buttkay Pétert iktatják némely részeibe. Azonban századokon át a Rákóczyak maradnak első birtokosai. 1508-ban Morvay Ambrus, 1521-ben Izbugyay Bernát is kapnak itt részeket. Az 1598-iki összeírás Rákóczy Györgyöt, Lajost, Ferenczet és Mihály özvegyét és Morvay Jánost említi birtokosaiként. 1750-ben, Rákóczy András halála után, Mária Terézia a rákóczi birtok egy részét Okolicsányi János kapitánynak adományozza, kit 1754-ben iktatnak be. Azután a Boronkayak, Szirmayak, Szulyovszkyak és Dercsényiek lesznek a földesurai. Most gróf Wengerszky Viktornak van itt nagyobb birtoka s kényelmes, régi kúriája, melyet még a Szirmayak építtettek. A jelenlegi tulajdonosnak Szirmay Pál volt a nagybátyja, kitől a gróf a kastélyt megvette. Van itt azonkívül még két más úrilak, melyek közül az egyiket a Boronkayak, a másikat a Szulyovszkyak építtették. 1866-ban az egész község leégett. Gör. kath. temploma 1760-ban épült. Az 1663-iki pestis Rákócz lakosait sem kímélte meg. E községgel volt határos hajdan Csuka-háza, mely már a XV. században szerepelt s ezen a tájon fekhetett a hajdani Aracs község, mely már 1247-ben a Bogáth-Radvány nemzetség osztálylevelében Pósa birtokaként szerepel. A község határában hosszan elnyúló földszakadék látható, melyből földalatti üregekbe és tágas folyosókba nyílnak bejárások. Ez üregek és néhol tágabb vagy szűkebb folyosók nagyobb része kemény sziklába van kivágva, számos kanyarulattal és oldalfolyosóval. Érdekes, hogy belül itt-ott a folyosók lépcsőzetesen le- vagy felfelé haladnak, néhol hirtelen meg is szakadnak, hogy meredeken le- vagy felfelé vezető lépcsőkön át újabb folyósokban folytatódjanak. A hagyomány azt tartja, hogy hajdan valamely vár alagútjai vagy pinczéi lettek volna; ennek azonban ellentmond az a tény, hogy e földalatti járatok fölött, de közelükben sem találtak soha oly nyomokat, melyek erre engednének következtetni. Valószínűnek látszik, hogy a tartárjárás után vájt búvóhelyekkel van dolgunk. E földalatti érdekes folyosók szikláit most egy vállalkozó repeszti s így azok mihamarább el fognak pusztulni.”
1920-ig Zemplén vármegye Nagymihályi járásához tartozott.

## Népessége
| Év:            | 1994. | 2004.   | 2014.   | 2024.   |
| -------------- | ----- | ------- | ------- | ------- |
| Emberek száma: | 1090  | 1086    | 1042    | 1015    |
| Eltérés:       |       | -0,36 % | -4,05 % | -2,59 % |

| Év:            | 2023. | 2024.   |
| -------------- | ----- | ------- |
| Emberek száma: | 1009  | 1015    |
| Eltérés:       |       | +0,59 % |

1910-ben 937-en, többségében szlovák anyanyelvűek lakták, jelentős magyar kisebbséggel.
2001-ben 1119 lakosából 1105 szlovák volt.
2011-ben 1096 lakosából 1008 szlovák volt.

## Nevezetességei
- Római katolikus temploma 1999-ben épült.
- Görögkatolikus temploma 1760-ban készült, 2001-ben megújították.
- A Szirmay-kastély a 18. század második felében épült.

## Neves személyek
- Itt született 1857. augusztus 22-én Miklósy István, a Hajdúdorogi egyházmegye első püspöke.
- Itt született 1870-ben Balogh Bertalan a miskolci művelődési és művészeti élet szervezője, szakíró.